# Marco Licinio Crasso Dive (console 14 a.C.)
Marco Licinio Crasso Frugi (latino: Marcus Licinius Crassus Frugi; 48 a.C. circa – post 10 a.C.) è stato un politico e militare romano, conosciuto anche come Marco Licinio Crasso Dive (Marcus Licinius Crassus Dives) era il figlio adottivo del console Marco Licinio Crasso, nipote del triumviro Marco Licinio Crasso. Il padre adottivo di Frugi fu l'ultimo discendente diretto del triumviro e l'ultimo a portarne il suo nome.

## Biografia
Frugi divenne console sotto l'imperatore romano Augusto nel 14 a.C.. Tra il 13 e il 10 a.C., divenne governatore in Hispania. Poco si conosce della sua carriera.
Il padre naturale di Frugi è sconosciuto, e comunque potrebbe essere stato quel Marco Pupio Pisone Frugi, che potrebbe essere stato pretore nel 44 a.C. e poi legatus nel 40 a.C.. In questo caso il nonno paterno sarebbe da identificare con Marco Pupio Pisone Frugi Calpurniano, console nel 61 a.C.
Frugi, da una moglie ignota, ebbe un figlio chiamato Marco Licinio Crasso Frugi, che divenne console nel 27 d.C. e sposò Scribonia, una discendente del triumviro Pompeo e una figlia chiamata Licinia che sposò il console del 27, Lucius Calpurnius Piso.